# فرودگاه میری
فرودگاه میری (به انگلیسی: Miri Airport) (به زبان بومی: Lapangan Terbang Miri) یک فرودگاه همگانی مسافربری با کد یاتا MYY است که یک باند فرود آسفالت دارد و طول باند آن ۲۷۴۵ متر است. این فرودگاه در کشور مالزی قرار دارد و در ارتفاع ۱۸ متری از سطح دریا واقع شده‌است.

## شرکت‌های هواپیمایی و مقصدهای پروازی

### مسافری

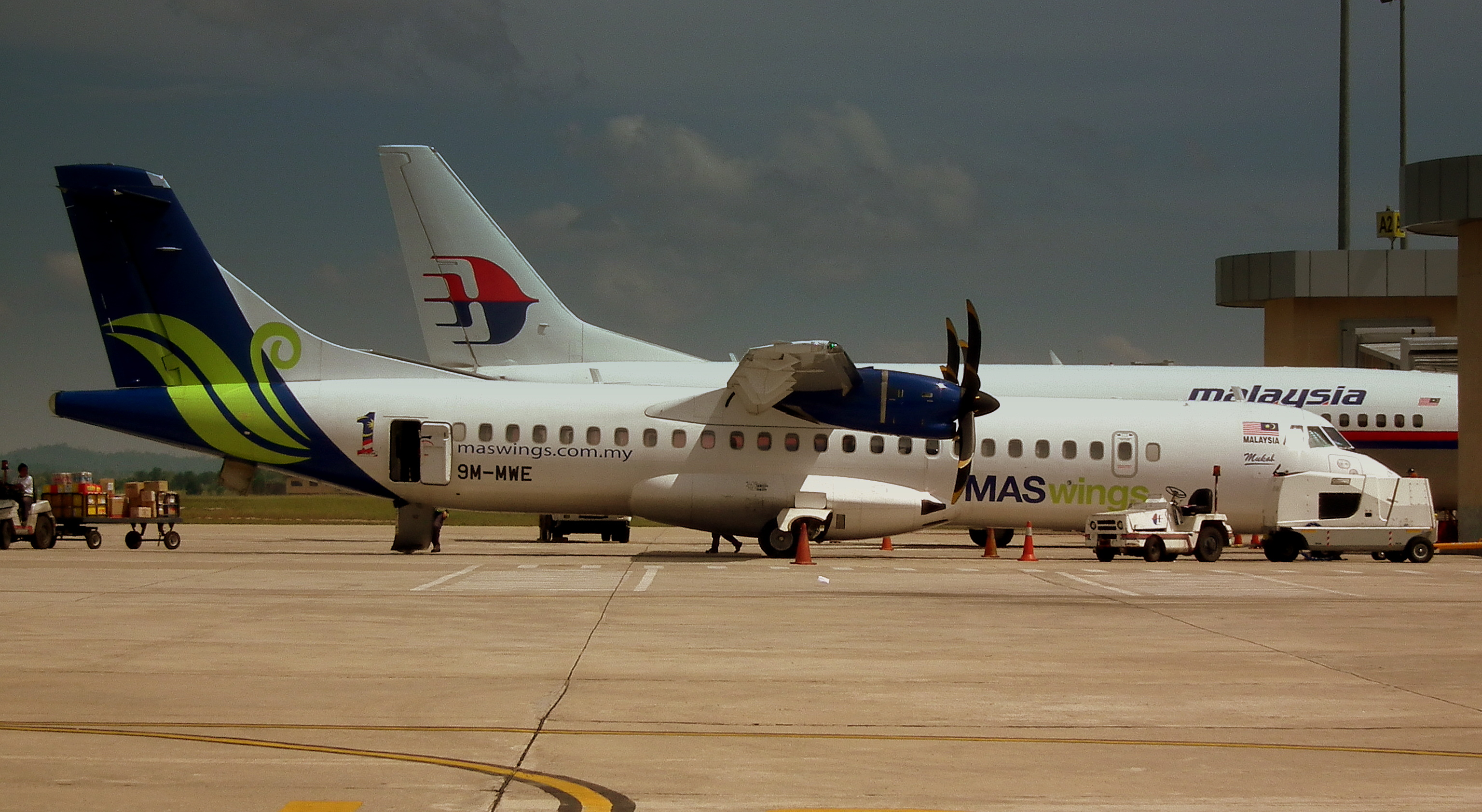
A MASwings ATR 72 parked next to a Malaysia Airlines Boeing 737.

| شرکت‌های هواپیمایی                 | مقصدهای پروازی |
| --------------------------------- | --- |
| ایرآسیا                           | ثنای، کوتا کینابالو، کوالالامپور، کوچینگ، چانگی سنگاپور                                                                                          |
| مالزی ایرلاینز                    | کوالالامپور، کوچینگ، چانگی سنگاپور |
| مالزی ایرلاینز اجرا توسط MASwings | باکلالان، باریو، بینتولو، کوتا کینابالو، کوچینگ، لابوآن، لاواس، لیمبانگ، لانگ آکا، لانگ بانگا، لانگ للانگ، لانگ سریدان، مارودی، موکا، مولو، سیبو |

### باری
| شرکت‌های هواپیمایی | مقصدهای پروازی             |
| ----------------- | -------------------------- |
| AsiaCargo Express | کوتا کینابالو، کوالالامپور |